# Riou - Petit Juas - Av. de Grasse
Le quartier Riou - Petit Juas - Av. de Grasse est l'un des dix quartiers de la ville de Cannes, ainsi dénommé car il est bordé par le boulevard du Riou et l'avenue du Petit Juas et traversé du nord au sud en son centre par l'avenue de Grasse.

## Géographie
Le quartier Riou - Petit Juas - Av. de Grasse est entouré, à l'ouest, par le quartier de La Croix-des-Gardes délimité par les boulevards du Four-à-chaux, du Riou et Vallombrosa, au nord, par la commune du Cannet délimitée par le chemin du Périer, l'avenue des Broussailles et l'avenue du Petit Juas, à l'est, par le quartier Carnot délimité par la suite de l'avenue du Petit Juas, et au sud par les quartiers du Suquet, délimité par l'avenue des Anciens-Combattants-en-Afrique-du-Nord, et du Centre-ville, délimité par l'avenue Bachaga-Saïd-Boualam.
Il comprend les anciens lieux-dits des Vallergues, du Petit Juas et du Grand Jas.

## Urbanisme
Le quartier Riou - Petit Juas - Av. de Grasse est un quartier résidentiel accueillant nombre de services publics : l'hôpital de Cannes au n° 15 de l'avenue des Broussailles, et le cimetière du Grand Jas au 205 de l'avenue de Grasse. Le commissariat central de la police nationale se trouve au n° 1 de l'avenue de Grasse et le centre d'intervention des sapeurs pompiers du service départemental incendie et secours se situe rue Louis-Pastour. Comme son nom l'indique, l'avenue de Grasse conduit à la sous-préfecture et chef-lieu de l'arrondissement dont dépend la ville de Cannes.

## Éducation
L'Institut Stanislas se trouve au n° 1 de la place du même nom.

## Protection du patrimoine
L'hôpital est construit à l'emplacement de ce qui fut le château des Broussailles inscrit à l'inventaire général du patrimoine culturel au titre du recensement du patrimoine balnéaire de Cannes Plusieurs villas de l'avenue de Grasse et de l'avenue du Petit Juas sont également recensées à ce titre. Le siège syndical de la CGT à Cannes, situé 15 rue du Docteur-Budin, est un bâtiment labellisé « Architecture contemporaine remarquable »,.

### Galerie

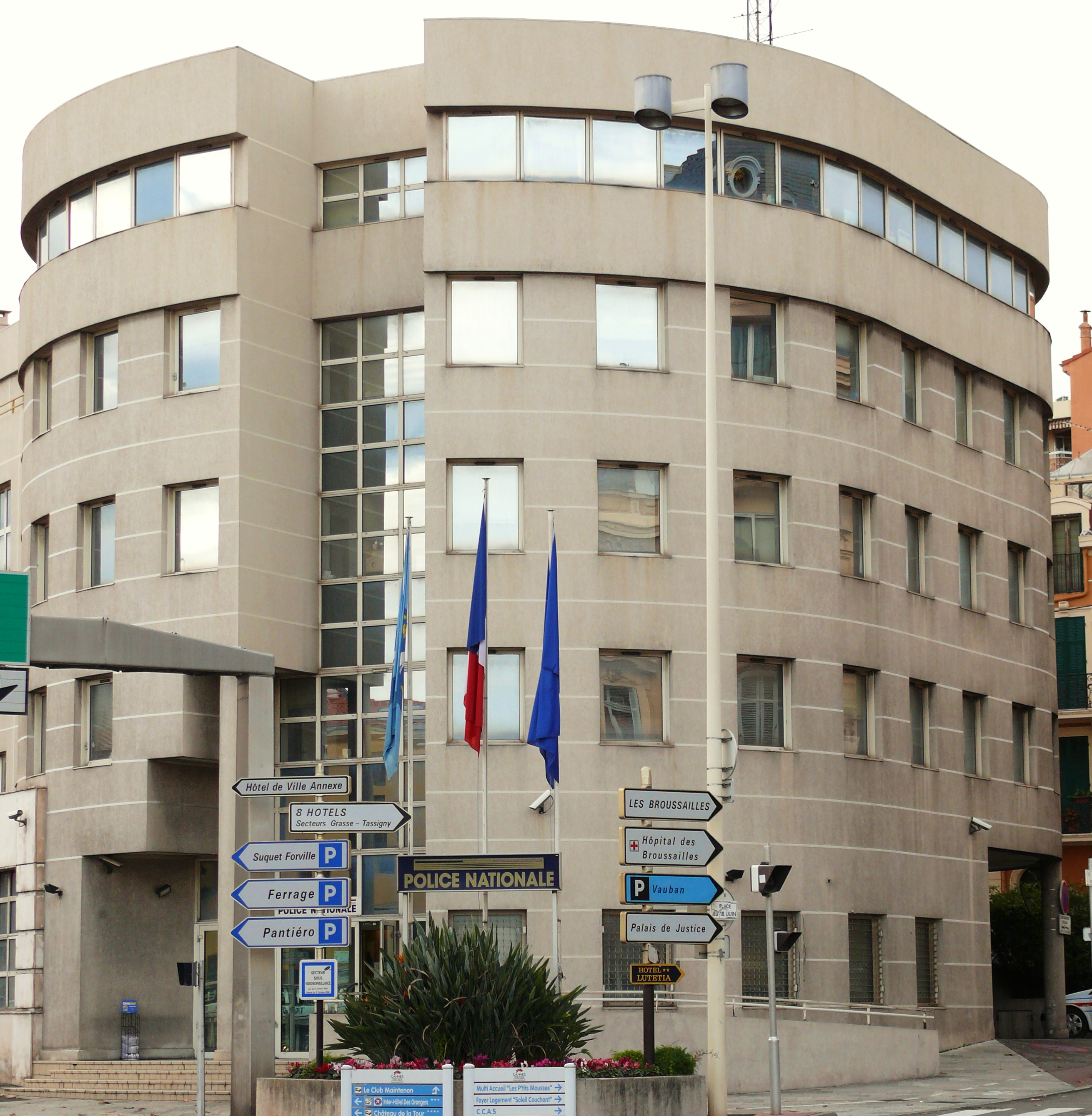
Commissariat central de la police nationale avenue de Grasse
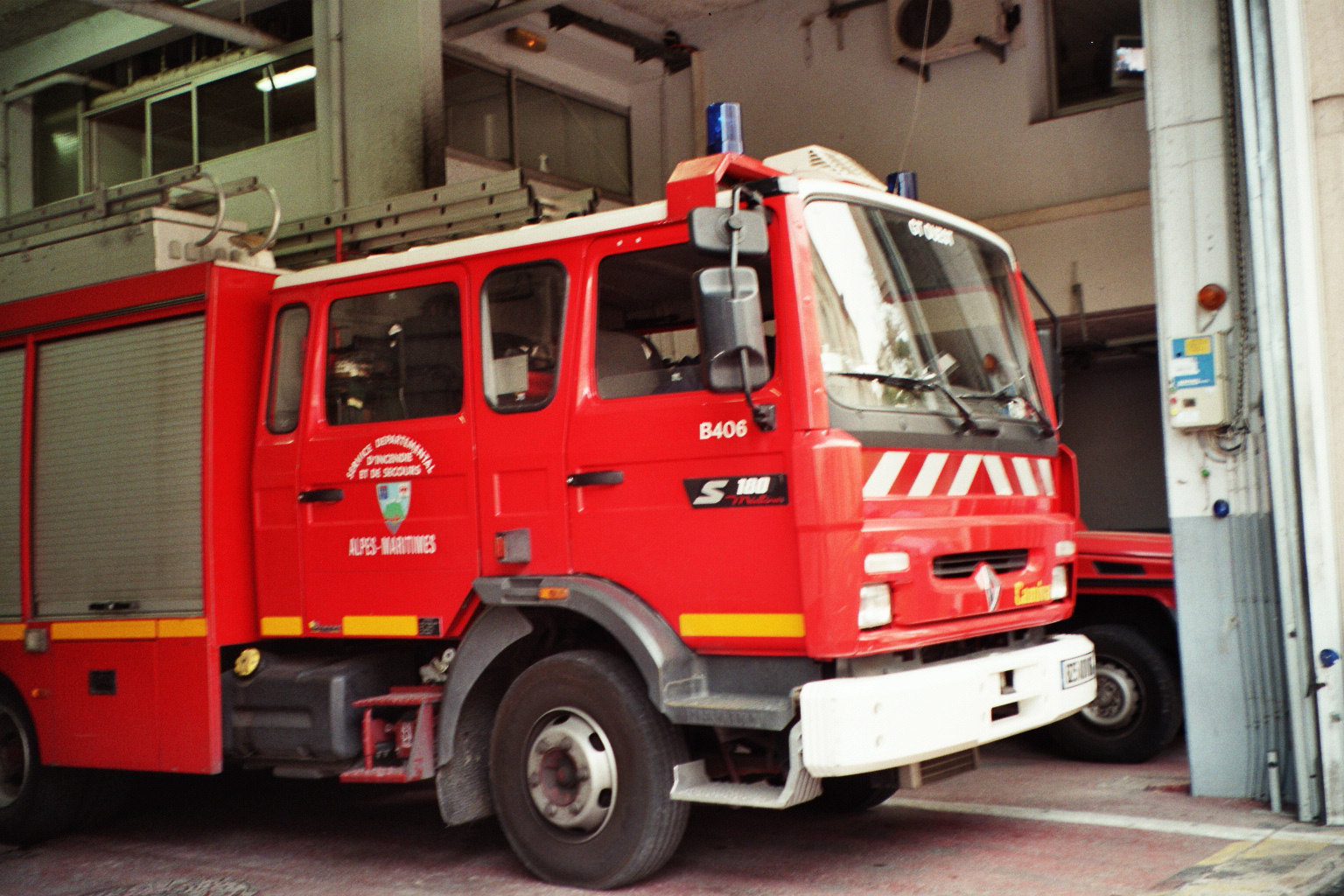
Camion des sapeurs pompiers du centre d'intervention de la rue Louis-Pastour
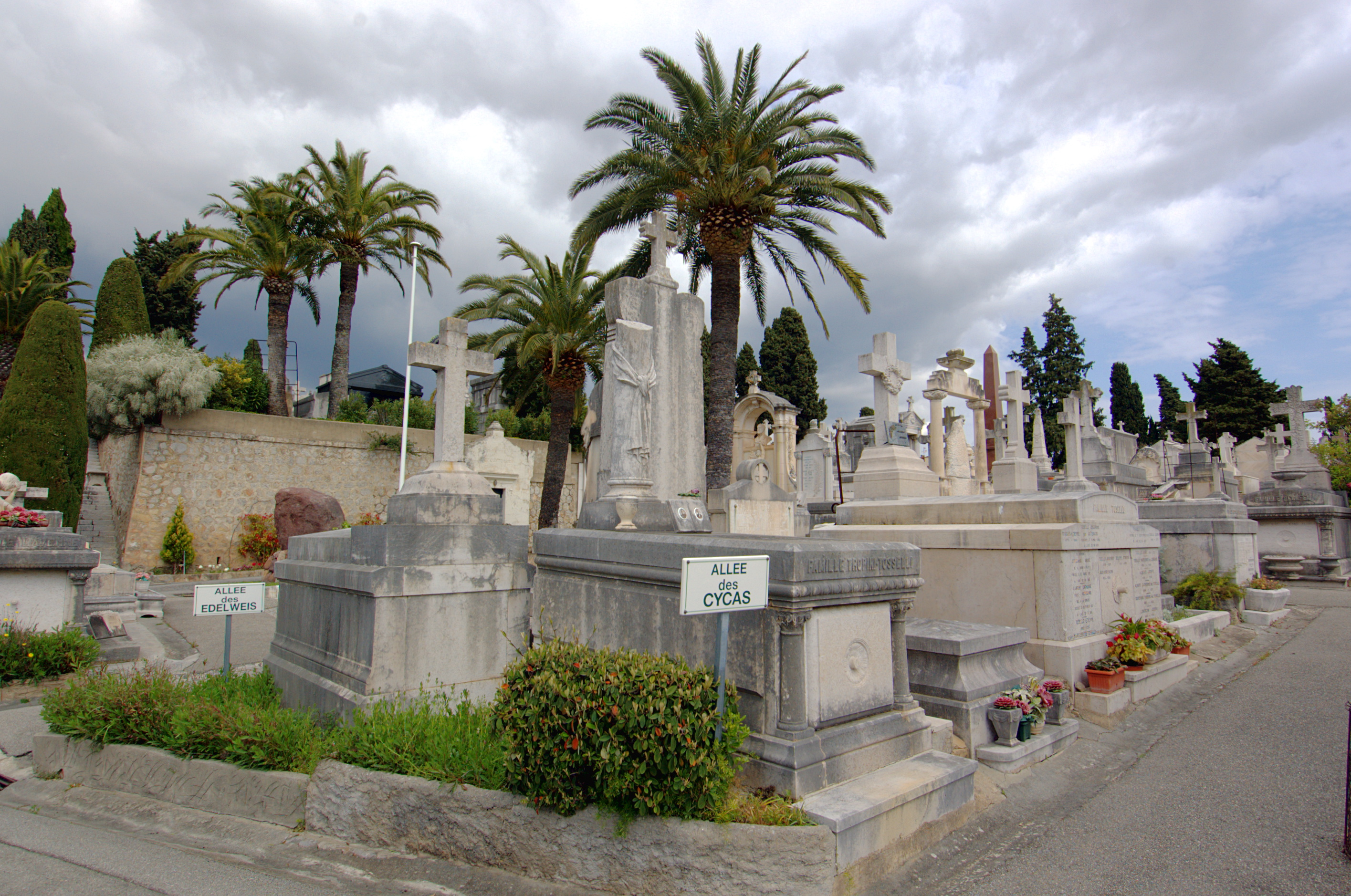
Cimetière du Grand Jas